# Грейвс, Роберт
Роберт Грейвс (Грейвз, англ. Robert Ranke Graves; 24 июля 1895, Уимблдон, Лондон — 7 декабря 1985, Дейя, Мальорка) — британский поэт, романист и литературный критик. В течение своей долгой жизни создал более 140 произведений, среди которых бестселлерами стали два — исторический роман «Я, Клавдий» (1934), дважды экранизированный в 1937 и 1976 годах, и мифологический трактат «Белая богиня» (1948).

## Биография
Родился 24 июля 1895 года в пригороде Лондона Уимблдоне. Он был третьим из пяти детей. Мать Роберта, Амалия Элизабет Софи фон Ранке (1857—1951), была внучатой племянницей немецкого историка Леопольда фон Ранке. Отец — Альфред Персеваль Грейвс был известным ирландским поэтом, шестым ребёнком и вторым сыном Чарльза Грейвса, епископа Лимерика, Ардферта и Агадо. Старший сводный брат Грейвса, Филипп Грейвс, получил известность как журналист, а его младший брат, Чарльз Патрик Грейвс, был писателем и журналистом.

### Образование
Школьное образование получил в привилегированном учебном заведении — Чартерхаузе, где его преподавателем был легендарный покоритель Джомолунгмы (Эвереста) Джордж Герберт Ли Мэллори. Сразу по окончании школы, в 1914 году, с началом Первой мировой войны, Грейвс уходит добровольцем на фронт в составе Королевского полка Уэльских стрелков. Там он сдружился с однополчанином Зигфридом Лорейном Сассуном, также ставшим известным поэтом и писателем. Демобилизовавшись в чине капитана после тяжёлого ранения в битве при Сомме, Грейвс поступил в Оксфордский университет.

#### Первые публикации
Публиковаться Роберт начал ещё во время учёбы. Его дебютом стал сборник стихов «Над жаровней» (англ. Over the Brazier), вышедший в свет в 1916 году. В этих ранних стихах нашли отражение личные военные впечатления (как и в позднейшем автобиографическом антивоенном романе «Со всем этим покончено» 1929 года).
В 1926 году, окончив Оксфорд со степенью бакалавра литературы, Грейвс был приглашён Каирским университетом в качестве лектора.

### Семейная жизнь
В 1918 году Грейвс женится на феминистке Нэнси Николсон. Через три года этот брак распадается, несмотря на то, что к тому времени у Роберта и Нэнси было уже четверо детей.
Второй раз Грейвс женился на Лоре Райдинг — писательнице, которую он впоследствии называл своей настоящей «Белой богиней». Десять лет спустя, после разрушения и этого союза, Грейвс женится в третий и последний раз в своей жизни — на Берил Ходж.

### Переселение на Мальорку
В 1929 году Грейвс переселился на Мальорку, где провёл практически всю оставшуюся жизнь. Он покидал остров после начала Гражданской войны в Испании, перебравшись на некоторое время в США, Великобританию и Францию.
Стихотворения, которые писал Грейвс практически до конца жизни, прошли сложный творческий путь — от юношеского романтизма и увлечения модернистской поэзией, через так называемую «окопную поэзию», образы которой были навеяны страшными событиями мировой войны — к философски насыщенной поэзии последних лет.
В 1934 году он получил премию Эдинбургского университета памяти Джеймса Тэйта Блэка, за которой последовала Готорнденская премия 1935 года. Этими премиями были отмечены исторический роман «Я, Клавдий» и его продолжение «Божественный Клавдий», написанные от имени древнеримского императора Клавдия. В 1976 роман был экранизирован компанией Би-би-си.
В 1939, 1958, 1960, 1962, 1968 годах также получил несколько престижных литературных премий (как английских, так и зарубежных, в том числе на Олимпийских играх в Мехико 1968 года). Также удачно складывалась и академическая карьера Грейвса — в 1961 году он получил в Оксфорде должность профессора поэзии, в 1970 году стал почётным членом Американской академии искусств и наук.
Также осуществлял переводы классических античных авторов — Теренция, Апулея (1950), Светония (1957), Лукана (1956) и Гомера («Илиада», 1959). В соавторстве с суфийским автором Омаром Али-Шахом выпустил в 1967 году перевод «Рубайята» Омара Хайяма, получивший неоднозначные оценки.

#### Изучение мифологии
Занимался изучением древнегреческой мифологии, а также доахейских мифологических пластов и мифологических мотивов Библии. Итогом стали книги историко-мифологического характера: «Золотое руно» (1944), «Мифы древней Греции» (1955), «Дочь Гомера» (1955), «Иудейские мифы. Книга Бытия» (1965). Его идеи первоначального матриархата и универсальности культов древних богинь, изложенные в книгах «Белая богиня» (1948) и «Маммона и Чёрная богиня» (1965), были отвергнуты научным сообществом, но повлияли на отдельных представительниц феминизма, а также на культ Триединой богини у виккан.

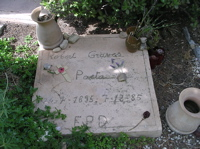
Могила Роберта Грейвса

#### Последние годы
С начала 1970-х у Грейвса стали усиливаться симптомы потери памяти. В 1975 он прекратил свои писательские труды. 7 декабря 1985 года Роберт Грейвс скончался после продолжительной болезни. Похоронен на кладбище деревни Дейя (Мальорка).

## Память
На трёх домах, где проживал Грейвс, были установлены специальные мемориальные таблички.

## Избранная библиография
- Грейвз Р. Мифы Древней Греции. — М.: Прогресс, 1992.
- Я, Клавдий (1934) — М.: Художественная литература 1991
- Божественный Клавдий (1935)
- «Со всем этим покончено», автобиографический роман о войне (1929)
- «Золотое руно» (1944)
- «Царь Иисус» (1946)
- «Белая богиня» (1948)
- «Сержант Лэм из девятого»
- «Действуй, сержант!»
- «Князь Велизарий»
- «Жена мистера Мильтона»
- «Крик»